# Rhododendron intricatum
Rhododendron intricatum är en ljungväxtart som beskrevs av Adrien René Franchet. Rhododendron intricatum ingår i släktet rododendron, och familjen ljungväxter. Inga underarter finns listade i Catalogue of Life.